# Łęgowo (Strzelce-Drezdenko)
Pour les articles homonymes, voir Łęgowo.
Łęgowo (prononciation : [wɛnˈɡɔvɔ]) est un village polonais de la gmina de Stare Kurowo dans le powiat de Strzelce-Drezdenko de la voïvodie de Lubusz dans l'ouest de la Pologne.
Il se situe à environ 7 kilomètres à l'est de Stare Kurowo (siège de la gmina), 15 kilomètres à l'est de Strzelce Krajeńskie (siège du powiat) et 37 kilomètres à l'est de Gorzów Wielkopolski (capitale de la voïvodie).

## Histoire
Après la Seconde Guerre mondiale, avec la mise en œuvre de la ligne Oder-Neisse, le village est intégré à la République populaire de Pologne. La population d'origine allemande est expulsée et remplacée par des polonais.
De 1975 à 1998, le village appartenait administrativement à la voïvodie de Gorzów.

Depuis 1999, il appartient administrativement à la voïvodie de Lubusz